# Litomiris debilis
Litomiris debilis är en insektsart som först beskrevs av Philip Reese Uhler 1871.  Litomiris debilis ingår i släktet Litomiris och familjen ängsskinnbaggar. Inga underarter finns listade i Catalogue of Life.